# GRB 090423
A GRB 090423 hosszú (10-12 másodpercig tartó) gammakitörés volt, melyet a Swift csillagászati műhold fedezett fel. Felfedezése idején z=8,0 vöröseltolódásával és 13,1 milliárd fényévre becsült távolságával az univerzumban látható legtávolabbi objektum volt. A robbanás idején az univerzum életkora mindössze 600 millió év volt, a kitörés alapján már az ilyen korú univerzumban is léteztek nagy tömegű csillagok (melyek robbanását figyeljük meg a Földön hosszú gammakitörésként.)
A kitörés távolságának mérése nem volt teljesen pontos, a vöröseltolódást z=7,2 és 8,4 közé tették.

## Lásd még
- UDFy-38135539

## Külső hivatkozások
- Frey, Sándor: Távolsági rekorder gammakitörés. Űrvilág.hu, 2009. április 28. (Hozzáférés: 2009. április 29.)
- Kereszturi, Ákos: Minden korábbinál távolabbi robbanást észleltek csillagászok. [Origo] Világűr, 2009. április 28. (Hozzáférés: 2009. április 29.)
- http://science.nasa.gov/headlines/y2009/28apr_grbsmash.htm?list1076597 http://www.webcitation.org/query?url=https%3A%2F%2Fwww.webcitation.org%2F5nE0Yi2cn%3Furl%3Dhttp%3A%2F%2Fscience.nasa.gov%2Fheadlines%2Fy2009%2F28apr_grbsmash.htm%3Flist1076597&date=20100201201559
- Horváth, István: 13,1 milliárd fényévre robbant a távolságrekorder gammavillanás. Hírek.csillagászat.hu, 2009. április 30. [2009. május 2-i dátummal az eredetiből archiválva]. (Hozzáférés: 2009. április 30.)